# Cécilia Rouaud
 (avril 2024).
Si vous disposez d'ouvrages ou d'articles de référence ou si vous connaissez des sites web de qualité traitant du thème abordé ici, merci de compléter l'article en donnant les références utiles à sa vérifiabilité et en les liant à la section « Notes et références ».
Pour les articles homonymes, voir Rouaud.
Cécilia Rouaud est une réalisatrice, scénariste, cinéaste française.

## Biographie
Cécilia Rouaud est la fille du documentariste Christian Rouaud que l’on peut entrevoir fugacement dans les premiers plans de Je me suis fait tout petit, dans le rôle d’un épicier grognon. Son frère, Fabrice Rouaud, travaille régulièrement en tant que monteur avec Bertrand Bonello.[réf. nécessaire]
Elle fait ses débuts comme actrice, à l’âge de douze ans, dans La Fracture du myocarde de Jacques Fansten (1989)[réf. nécessaire]. Cette expérience unique renforce son désir d’être... derrière la caméra ! [non neutre]Après une maîtrise de lettres modernes, elle débute comme troisième assistante sur le film de Gérard Jugnot, Meilleur Espoir féminin (2000) et continue ensuite à ce poste aux côtés notamment de Patrice Chéreau et Cédric Klapisch.[réf. nécessaire]
En 2003, elle écrit et réalise son premier court métrage : Lapin intégral, interprété par Hélène de Fougerolles.[réf. nécessaire]
Son premier long métrage, Je me suis fait tout petit , sort en 2012 : il réunit Denis Ménochet, Vanessa Paradis, Léa Drucker et Laurent Lucas.

Son deuxième film Photo de famille, est sorti le 5 septembre 2018.

## Filmographie

### Réalisatrice

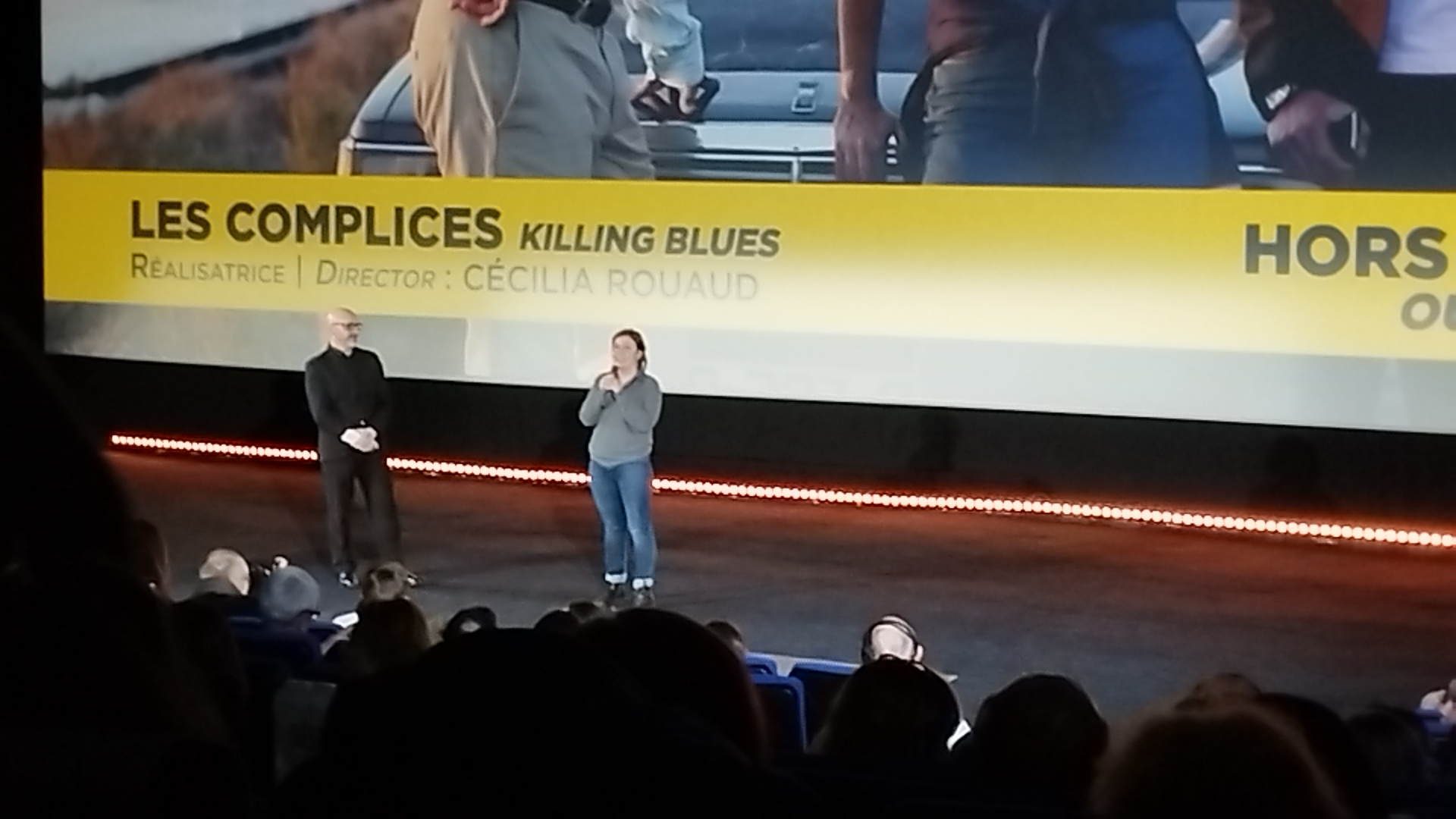
Cécilia Rouaud à Reims Polar 2023.

- 2003 : Lapin intégral (court métrage)
- 2012 : Je me suis fait tout petit
- 2018 : Photo de famille
- 2023 : Les Complices
- 2024 : Le Livreur de Noël (TV)
- 2025 : Adieu Jean-Pat

### Actrice
- 1990 : La Fracture du myocarde

### Scénariste
- 2003 : Lapin intégral  (court métrage)
- 2012 : Je me suis fait tout petit
- 2012 : Ni Oui...  (court métrage)
- 2013 : Les Délices du monde
- 2017 : Une vie ailleurs
- 2024 : La Famille Hennedricks

### Assistante réalisatrice
- 2001 : Monsieur Batignole de Gérard Jugnot
- 2009 : Persécution de Patrice Chéreau
- 2011 : Ma part du gâteau